# Pays de Thelle
Pays de Thelle – region naturalny Francji w regionie Pikardia, w departamencie Oise. 

## Geografia
Usytuowanie
Pays de Thelle graniczy na południu z Vexin francuskim, na północy z Pays de Bray i Clermontois, na zachodzie z Vexin normandzkim oraz na wschodzie z leśnym płaskowyżem Valois.. W jego skład wchodzą gminy z doliny Troesne i doliny Esches, które bywają także zaliczane do Vexin francuskiego. Pewne gminy przypisywane zarówno do pays de Thelle jak i Vexin stanowią samodzielną jednostkę geograficzną i krajobrazową. Podobnie, pewne gminy pays de Thelle w pobliżu Oise niektórzy uważają za część regionu doliny rzeki Oise. To samo dotyczy pogranicza pays de Thelle i pays de Bray.
Topografia, hydrologia i geologia
Pays de Thelle jest płaskowyżem ograniczonym na północy kuestą Bray, na południu kuestą Vexin. Na wschodzie ogranicza go dolina rzeki Oise, na zachodzie zaś dolina rzeki Epte. Płaskowyż jest poprzecinany dolinami o płaskim dnie i parowami. Rzeki przepływające przez teren Pays de Thelle to Troesne, Esches, Aunette, Mesnil, Pouilly. Wody z płaskowyżu zasilają Oise lub Epte.
Gleby płaskowyżu składają się składają się głównie z kredy mezozoicznej, często bogatej w krzemień. Są tam także piaski i glina. Pays de Thelly zdecydowanie różni się geologicznie od wapiennego Vexin na południu i Pays de Bray na północy. 
Najwyższy punkt departamentu Oise (240m) znajduje się na terenie pays de Thelle w pobliżu Lalandelle.
Krajobraz
Pays de Thelle posiada zróżnicowany krajobraz. Dominuje mieszany krajobraz terenów leśnych (zwłaszcza na zachodzie), uprawnych i pastwisk. Można spotkać też polikulturę w wilgotnych dolinach np. Troesne i jej dopływów, tereny zindustrializowane (dolina Epte na poziomie Sérifontaine, dolina Esches od Méru do Chambly), strefę intensywnej uprawy na żyznej równinie Sablons.
Tradycyjne budownictwo regionu z użyciem krzemienia jako budulca stanowi swego rodzaju przejście między budownictwem z wykorzystaniem wapienia w Vexin francuskim oraz budownictwem z cegły w Pays de Bray. W tradycyjnych budynkach w południowej części pays de Thelle krzemień jest mieszany z wapieniem, na północy zaś z cegłą.
Urbanizacja skupiła się głównie w dolinach, zwłaszcza rzeki Esches między Méru a Chambly. Liczne wioski pays de Thelle mają formę ulicówek. 

## Historia
Osadnictwo w pays de Thelle datuje się co najmniej od czasów galo-rzymskich (wiadomo, że około 75% osad w Pikardii istniało już zapanowania Karola Wielkiego). W średniowieczu, po podziale Vexin, ufortyfikowano dolinę Epte. Pogłębiona chrystianizacja terenów departamentu Oise następowała od XII wieku wraz z fundowaniem opactw. Od tego czasu następuje bezprecedensowe karczowanie lasów. Pays de Thelle znacznie ucierpiał podczas wojny stuletniej, podobnie jak Vexin i Pays de Bray.
Tereny gdzie znajdował się ogromny las Thelle (przetrwała tylko jego zachodnia część) użyczyły nazwy całemu regionowi. Duża część lasu została wykarczowana w ostatnich wiekach średniowiecza. 
Industrializacja pays de Thelle ograniczyła się do doliny rzeki Esches, gdzie nastąpiła stosunkowo wcześnie (przerób masy perłowej w Méru, budownictwo przemysłowe w centrum Bornel), oraz do części doliny rzeki Epte, gdzie nastąpiła później, poza centrami miast. W związku z industrializacją część ludności wiejskiej płaskowyżu migrowała do miast.

## Największe miasta regionu
- Méru
- Chambly
- Sainte-Geneviève
- Noailles

## Podział administracyjny
Pays de Thelle w większości znajduje się w okręgu Beauvais, lecz także w okręgu Senlis. Także na poziomie kantonów granice administracyjne przecinają kilka regionów naturalnych. Ponadto, na poziomie gmin, pewna część 83 gmin składających się na pays de Thelle, są uważane także za część Vexin francuskiego lub Pays de Bray. Pays de Thelle jest dobrym przykładem trudności z określeniem granic regionów naturalnych we Francji.
Okręg Beauvais
18 spośród 20 gmin kantonu Méru należą do pays de Thelle. Chavençon i Neuville-Bosc bez wątpienia należą do Vexin francuskiego. Czasem do Vexin francuskiego zalicza się także kolejnych 9 gmin kantonu (m.in. Amblainville, Hénonville, Villeneuve-les-Sablons). W kantonie Chaumont-en-Vexin większość z 37 gmin geograficznie przynależy do pays de Thelle, jednak gminy w dolinie Troesne i na zboczu kuesty Vexin uważa się za część Vexin francuskiego, na co często wskazują ich nazwy (jest to przypadek Chaumont-en-Vexin, Hardivillers-en-Vexin, ale też Trie-la-Ville, Villers-sur-Trie czy Éragny-sur-Epte). W 1995 postanowiono o przyłączeniu całego kantonu, słabo się identyfikującego z pays de Thelle, do tworzonego wtedy Regionalnego Parku Naturalnego Vexin Francuskiego. W rzeczywistości jednak nie wszystkie gminy kantonu bezdyskusyjnie należą do Vexin.
Spośród 20 gmin kantonu Auneuil, 11 przynależy do pays de Thelle, pozostałe do Pays de Bray. Spośród 18 gmin kantonu Coudray-Saint-Germer 11 leży w pays de Thelle. Gmina Puiseux-en-Bray geograficznie sytuuje się w pays de Thelle, natomiast nazwa świadczy o przynależności do pays de Bray. Gmina Flavacourt, mimo że dość oddalona od kuesty Vexin, zalicza się do Vexin. 
Na koniec, 9 gmin wśród 21 gmin kantonu Noailles sytuuje się w pays de Thelle; niektóre zawierają w swojej nazwie nazwę regionu (Mortefontaine-en-Thelle, Laboissière-en-Thelle).
Okręg Senlis
Spośród 15 gmin kantonu Neuilly-en-Thelle 12 leży w pays de Thelle, co znajduje swoje odzwierciedlenie w toponimii. W kantonie Mantataire 2 gminy na 10 leżą w pays de Thelle (Blaincourt-lès-Précy i Précy-sur-Oise). 
Wydaje się, że w sercu pays de Thelle znajdują się kantony Noailles i Neuilly-en-Thelle, gdzie znajduje się najwięcej miejscowości w swojej nazwie zawierających nazwę regionu.
Miejscowości zawierające w swojej nazwie człon Thelle:
- Neuilly-en-Thelle
- Laboissière-en-Thelle
- Le Mesnil-en-Thelle
- Crouy-en-Thelle
- Fresnoy-en-Thelle
- Jouy-sous-Thelle
- Mortefontaine-en-Thelle
- Le Coudray-sur-Thelle

## Związki gmin
96% gmin departamentu Oise należy do związków gmin, które często sięgają poza granice departamentu. Spośród gmin pays de Thelle jedynie Sérifontaine nie należy do związków gmin, pozostałe są zgrupowane w:
- związek gmin Pays de Thelle (36 gmin), który zrzesza także kilka gmin spoza regionu
- związek gmin Sablons (21 gmin), który zrzesza wiele spośród gmin przynależących zarazem do pays de Thelle jak i Vexin francuskiego
- związek gmin Vexin Thelle (37 gmin) w większości zrzesza gminy z płaskowyżu Vexin, jak i pays de Thelle
- związek gmin Pays de Bray (22 gminy), zrzesza także gminy z Pays de Thelle
- związek gmin Thelle Bray (13 gmin), częściowo w obu krainach
- związek gmin Rural Oise (6 gmin), głównie gminy położone na południowym wschodzie Pays de Thelle

Żadna z tych struktur nie zrzesza wyłącznie gmin geograficznie należących do Pays de Thelle.

## Dziedzictwo naturalne
- Las Thelle
- Łąki, zbocza kuest

## Gospodarka
Pays de Thelle to przede wszystkim teren rolniczy. Na terenie płaskowyżu prowadzone są największe uprawy departamentu Oise (zbóż, buraków cukrowych), które koncentrują się na równinie Sablons. Przemysł i przedsięwzięcia gospodarcze doliny Esches ukierunkowane są na region Île-de-France.